# 하쿠센샤

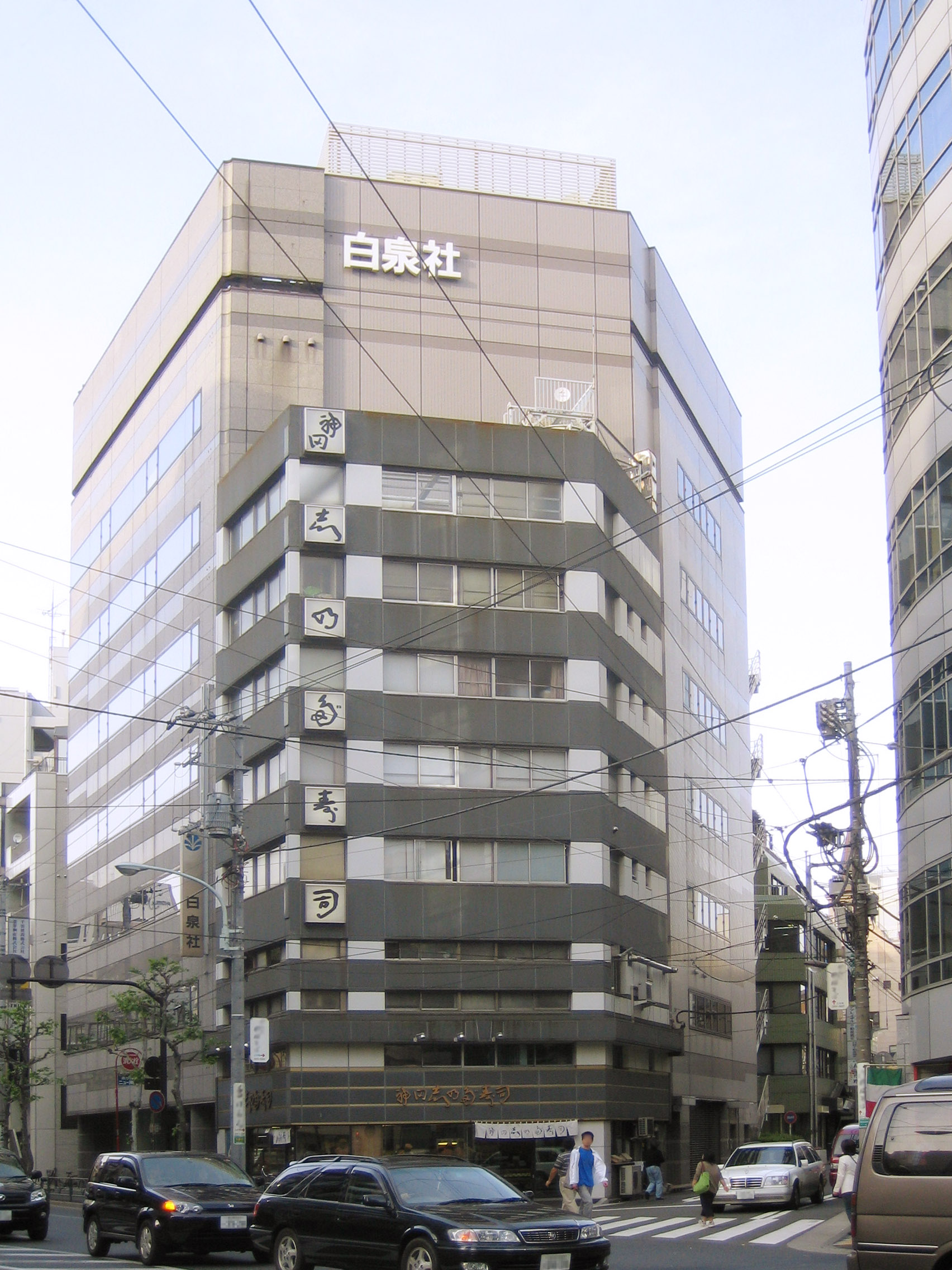
하쿠센샤 본사

주식회사 하쿠센샤(일본어: 株式会社白泉社, 백천사)는 도쿄도 지요다구 소재한 일본의 출판사이다. 쇼가쿠칸, 슈에이샤와 함께 히토쓰바시 그룹 계열에 속하며, 1973년 12월에 슈에이샤에서 분리 설립되었다.
잡지, 서적, 만화, 문고, 그림책 등을 다루며, 대표적인 만화 잡지로는 《하나토유메》, 《라라》, 《영 애니멀》이 있다.

## 출판 서적

### 간행 잡지
- 《하나토유메》
- 《별책 하나토유메》
- 《LaLa》
- 《LaLa Dx》
- 《영 애니멀》
- 《영 애니멀 아라시》 등

### 간행 서적
- Hana to Yume Comics
- Jets Comics
- Hakusensha Ladies Comics
- HanaMaru Comics
- Hakusensha Bunko
- HanaMaru Bunko
- HanaMaru Novels
- HanaMaru Black